# Perdões
Perdões este un oraș în Minas Gerais (MG), Brazilia.